# ملکه مدب

ملکه مدب

ملکه مدب, در کنار شوهر خود ایلیل, فرمانروای منطقه کوناکت در جریان داستان اسطوره‌‌ای ایرلندی به نام چرخه اولستر می‌باشد. مدب به نوعی مسبب جنگ‌هایی می‌باشد که تان بوکولنا یا غارت گله کولی مشهور می‌باشد. برخی کارشناسان اعتقاد دارند شخصیت ملکه ماب در رومئو و ژولیت شکسپیر برگرفته از شخصیت ملکه مدب می‌باشد. حرص و آز ملکه برای به دست آوردن گاو قهوه‌ای به نام کولنا که در قلمروی اولستر بود, شعله جنگی را میان دو ایالت شعله ور کرد. کوهولین پهلوان بزرگ ایرلندی از مهمترین شخصیت‌های این نبرد می‌باشد. ملکه مدب معشوق‌های فراوان داشت که از جمله آن‌ها می‌توان به فرگوس مک روک از پهلوانان اولستر اشاره کرد که به علت اختلاف با کونچوبار مک نسا, پادشاه اولستر, این ایالت را ترک گفت.  

## مرگ
مدب پس از آن که به صورت مستقیم و غیرمستقیم رقیبانش مثل کوهولین, کونچوبار, فرگوس و کونال کارناک را از میان برداشت, خود در نتیجه یک انتقام‌جویی خانوادگی به قتل رسید. فوربیده, خواهرزاده مدب, در انتقام قتل مادرش توسط مدب او را به وسیله یک قطعه پنیر سخت شده که از قلاب سنگی پرتاب شده, به قتل می‌رساند.